# Radnice v Českém Krumlově

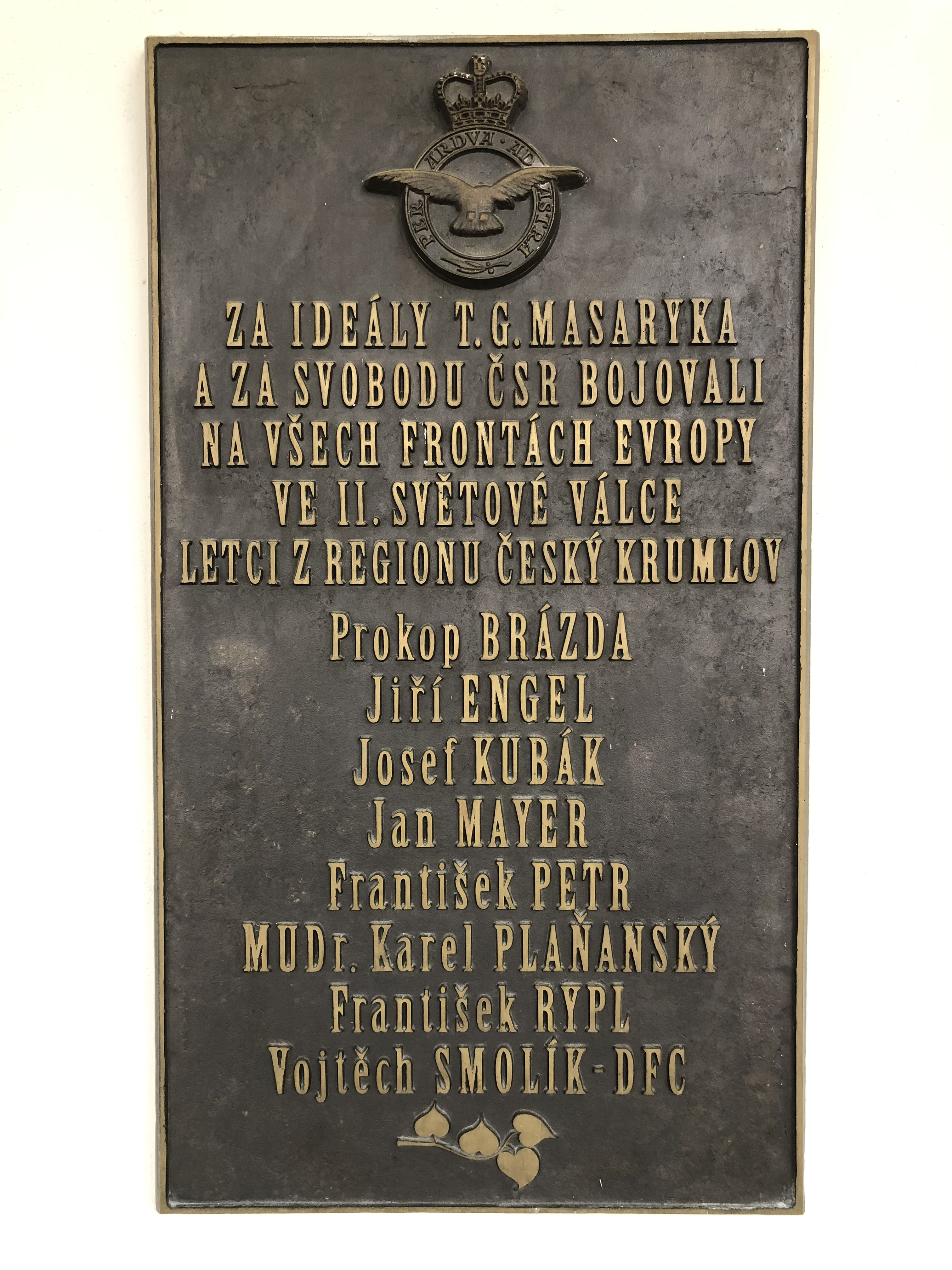
Pamětní deska českokrumlovským letcům.

Českokrumlovská radnice je dům čp. 1 na Náměstí Svornosti. Vznikl spojením vícero původně gotických domů. Jeho průčelí bylo uceleno v 16. století renesanční atikou. Budova funguje jako radnice města od roku 1597. V současné době zde sídlí městský úřad a muzeum tortury.

## Popis

### Průčelí
Jde o třípodlažní asymetrickou budovu. Její průčelí, jižně orientované do náměstí se honosí šesti hrotitými oblouky loubí na okosených hranolových pilířích. Pozdně gotické loubí je zaklenuto křížovou klenbou. V obou patrech jsou nerovnoměrně rozmístěná pravoúhlá okna, některá s ostěním.
V levé části fasády jsou patrná také tři čtvercová, dnes zazděná okénka. Jsou pravděpodobně pozdně gotická či raně renesanční. Na rozdíl od ostatních oken na fasádě jsou profilována po celém svém obvodu a jejich ostění je po gotickém způsobu zapuštěno do hmoty stavby. Dále jsou v levé polovině fasády patrné čtyři štukové znaky. Jedná se o znak města Český Krumlov a znak země České, vlevo od nich erb rodu Eggenberků, napravo pak znak Schwarzenbergů.
Budovu završuje atika s dvěma pásmy polopilířků a kuželek, kterou korunují rokokové vázy z pálené hlíny. Atika zakrývá tři sedlové střechy, kolmé k průčelí. V levém horním rohu, těsně pod atikou, je malý zvon.
Spisovatel Rudolf Slawitschek ve svém románu Modrý Pánbůh z počátku 20. století srovnává českokrumlovskou radnici s benátským dóžecím palácem, který podle něj autor budovy musel vidět.

#### Pomník českokrumlovským letcům 2. světové války
Na veřejně přístupném místě na budově radnice se nachází pamětní deska – pomník českokrumlovským letcům 2. světové války (Prokop Brázda, Jiří Engel, Josef Kubák, Jan Mayer, František Petr, MUDr. Karel Plaňanský, František Rypl, Vojtěch Smolík, DFC). Pamětní deska byla na radnici přemístěna z atria Hotelu Růže v Českém Krumlově, kde byla umístěna spolu s bustami prezidentů Tomáše G. Masaryka a Edvarda Beneše. Iniciátorem instalace pietního místa byl podnikatel a filantrop Jan Horal. Po jeho smrti pietní místo zaniklo, busty prezidentů a pamětní desky se dostaly do majetku společnosti KOH-I-NOOR HARDTMUTH. Busty byly instalovány na nově zřízeném pietním místě na zahradě vily Lischoli v Českých Budějovicích patřící společnosti KOH-I-NOOR HARDTMUTH. Pamětní deska, která byla původně pod bustou T. G. Masaryka, byla společností věnována městu Český Krumlov.
Za života Jana Horala existovala varianta, že by byly i busty prezidentů umístěny na českokrumlovskou radnici. K realizaci nakonec nedošlo.
U příležitosti výročí ukončení 2. světové války a osvobození města Americkou armádou jsou u pamětní desky tradičně kladeny květiny.

### Interiér
Interiér budovy je zpřístupněn lomeným gotickým portálem, nad kterým je umístěn štítek s malovaným znakem pětilisté rožmberské růže. Po jeho levé straně se nachází pozůstatek gotického okénka s kružbou. Vstupní síň je zaklenuta hřebínkovou a valenou klenbou a obsahuje fragmenty dvou gotických portálků s motivem přetínajících se prutů. Ve vedlejší klenuté hale byly roku 2000 odkryty části zachovalých nástěnných maleb z 1. poloviny 15. století. Patrně zde byl znázorněn motiv Klanění tří králů. Z této místnosti se vstupuje do zaklenutých sklepů, které jsou pod velkou částí budovy a v nichž se dnes nachází muzeum útrpného práva.
V patře je síň s novodobým trámovým stropem na krakorcích.
Na radnici byly uchovávány významné městské cennosti jako tři zlaté klíče od městských bran či městské pečeti. Součástí majetku radnice byl také plán Krumlova a několik bust významných místních osobností, například Petra Voka z Rožmberka nebo vyšebrodského opata Matěje Bernarda Hartingera.

## Historie
Zmínka o náměstí (o „rynku“) je už v nejstarší městské knize z roku 1513. Před rokem 1519 byl radnicí dům čp. 3, který se nachází v severovýchodním rohu náměstí a je spojen prampouchem s budovou dnešního Infocentra. Do dnešních budov se radnice přesunula až roku 1597.
Parcela, na níž dnes radnice stojí, byla zřejmě zastavěna už na počátku 14. století. Původně na místě dnešní radnice stály dva domy – tehdejší čp. 1 a čp. 2. Na to, že jde o původně dva samostatné domy, ukazuje například rozdílná výška vrcholnic hrotitých oblouků loubí.
Dům čp. 1 vlastnil od roku 1309 zlatokorunský opat. Po husitských válkách o něj ale přišel. Tento dům měl várečné právo a v prvních letech jeho existence zde byla lékárna. Ve 2. polovině 15. století přešel spolu s dalším majetkem zlatokorunského kláštera do vlastnictví Oldřicha II. z Rožmberka, který jej roku 1459 přenechal nebo prodal rodině Metlínů z Metlína.
Dům čp. 2 fungoval jako radnice. Ve 2. polovině 16. století došlo ke znovusjednocení správy svou samostatných krumlovských měst – Vnitřního města a Latránu, bylo tudíž nutné vybudovat novou společnou radnici. Tak došlo k rozšíření radniční budovy o soukromý dům s čp. 1. Oba domy byly výrazně upraveny. Součástí přestavby bylo sjednocení těchto dvou budov společnou atikou – k tomu došlo roku 1570 nebo 1580 (prameny se různí). Nešlo ovšem o atiku, kterou můžeme na radnici vidět dnes. Tato měla obloučkové štíty, připomínající benátskou architekturu.
Dům čp. 1 obec odkoupila až po dokončení přestaveb, roku 1597, a to z rukou rakouského obchodníka Andrease Teufela, který dům dostal do vlastnictví po rodině Metlínů. Radniční budova tedy vznikla roku 1597 sloučením dvou původně gotických domů, budovy původní radnice (čp. 2) a soukromého domu (čp. 1). K nim byla zezadu připojena ještě část domu čp. 24.
Roku 1710 byla budova rekonstruována. V roce 1796 byly pravděpodobně na následky ničivé vichřice sneseny obloučkové štíty. Byly nahrazeny dvoupásovou atikou, zakončenou terakotovými vázami, která je na radnici k vidění dodnes. V letech 1710 a 1796 byl výrazně upravován i interiér budovy.
Starostové a představitelé města původně úřadovali ve svých domech. Až roku 1752 byla na radnici zřízena kancelář. Na samém sklonku 18. století pak ke kanceláři přibyly také byty pro purkmistra a majora a místnosti policejní strážnice.
Roku 1805 byly plánovány velkolepé přestavby, které měly budově dodat více „radniční“ vzhled. Gotické loubí se mělo zazdít, domu měla přibýt radniční věž a v jeho přízemí se měl vybudovat archiv, v němž by byly městské cennosti před případným požárem chráněny plechovými dveřmi. Pro nedostatek financí k těmto úpravám ale nedošlo.
Loubí nakonec přece jen zazděno bylo, byť jen částečně. Ve 2. polovině 19. století byly zazděny tři oblouky původního domu čp. 1.
V letech 1924–1925 proběhla zásadní rekonstrukce budovy, při níž bylo gotické podloubí znovu odhaleno a doplněno o nové kamenické prvky. Obnova je dílem Maxe Paleczeka z Vyšného. Při přestavbě byly také odkryty čtyři znaky na fasádě. Tyto úpravy prosadil Karel Tannich, tehdejší starosta, knížecí archivář a městský konzervátor. Pravděpodobně právě spojením více profesí měl dostatečný vliv na tak významnou úpravu jednoho z nejdůležitějších českokrumlovských domů.

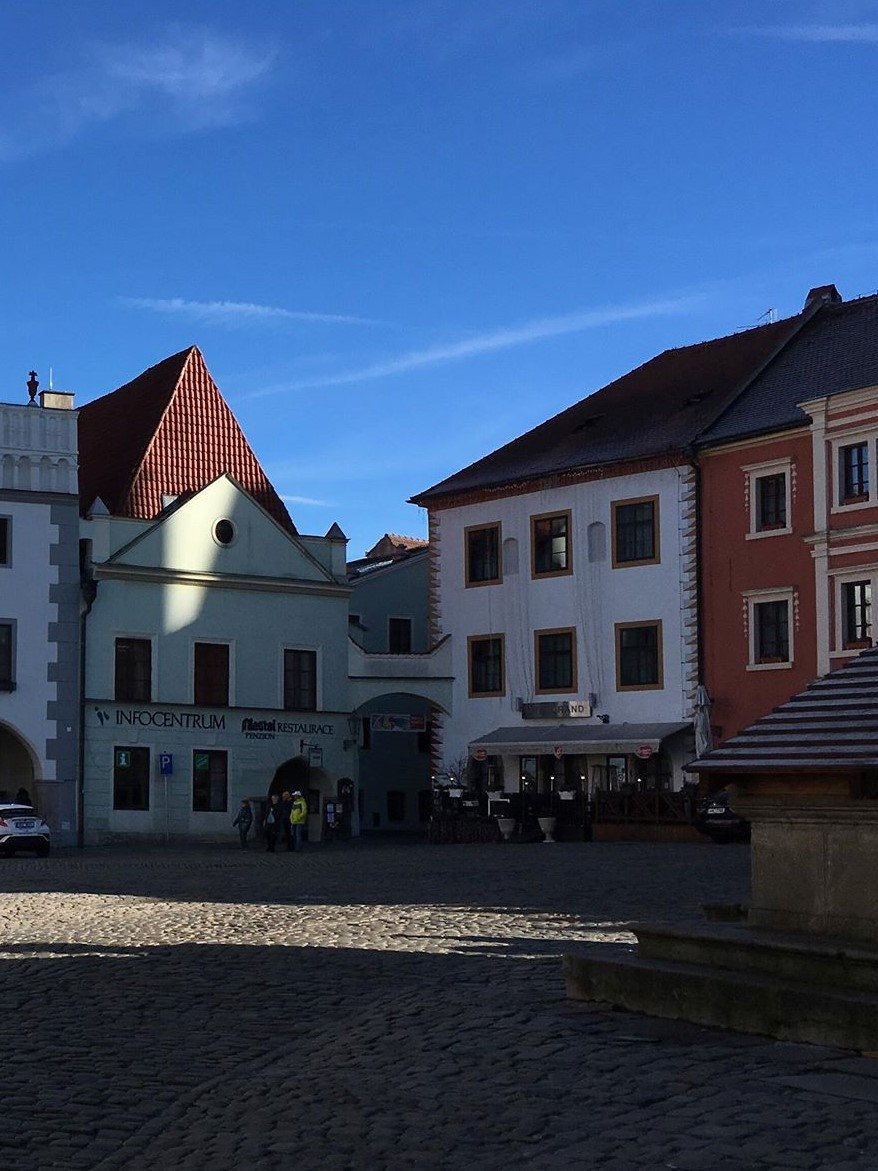
Dům vpravo, spojený prampouchem se zelenou budovou dnešního infocentra, byl radnicí před rokem 1519.

V letech 1938–1940 byl zdemolován dvorní trakt s masnými krámy a došlo také k úpravám interiéru.
Další úpravy fasády proběhly roku 1966, kdy byly restaurovány erby a zakryta sgrafitová výzdoba, dále pak v letech 1968, 1986 a mezi lety 1997 a 1998.

## Stará radnice
Před rokem 1519 byl radnicí dům čp. 3, někdy označován jako Stará radnice. Jde o jeden z nejstarších domů ve městě, stejně jako parcela radnice dnešní byla i tato zastavěna už kolem roku 1300. V její zadní části byla šatlava, která zde fungovala i po přesunutí radnice do nového objektu.
Budova je spojená prampouchem s dnešním domem s čp. 2, ve kterém sídlí Infocentrum. Nachází se v severovýchodním rohu náměstí. Jde o pozdně gotickou dvoupatrovou stavbu s renesančními a později klasicistními úpravami. Na dřívější funkci tohoto domu upomíná velká síň v přízemí s lunetovou klenbou a pilířem. Roku 1519 byl tento dům prodán do soukromého vlastnictví.
Do dnešních prostor se ovšem radnice přesunula až na konci 16. století. Mezi lety 1519 a 1597 se nacházela v domech čp. 2 a čp. 24 a 26 v dnešní Radniční ulici. Roku 1597 byly i domy čp. 24 a 26 prodány soukromníkům. Část domu čp. 24, konkrétně jeho předsíň a kuchyň se však připojila k budově dnešní radnice a stala se tak její zadní částí.

## Správa města
Funkce městského rychtáře je doložena již k roku 1274.

### Seznam starostů města od roku 1850
| - 1850–1867 Johann Polak - 1867–1875 Johann Nepomuk Kobinger - 1875–1884 Alois Czischek - 1884–1890 Franz Kraus - 1890–1893 Franz Schindler - 1893–1904 Gotffried Strauss - 1904–1919 Franz Khemeter - 1919 Karl Tannich - 1920–1923 A. Hirschl - 1923–1928 Karl Tannic - 1926–1928 V. Kubesch - 1928 dr. G. Hettegger - 1928–1932 K. Anzeletti - 1932–1934 A. Kopetzky - 1934–1936 J. Skopek | - 1936–1938 M. Chyna - 1938–1940 Ludvík Schönbauer - 1940–1945 Quido Knapp - 1946–1949 František Švamberk - 1949–1957 Antonín Jiřička - 1957–1960 Josef Mrkvoš - 1960–1964 Jan Pecka - 1964–1971 Jan Voráček - 1971–1986 Ladislav Hoda - 1986–1990 Ing. Jaroslav Prokopius - 1990–1998 Ing. Jan Vondrouš - 1998–2002 Antonín Princ - 2002–2006 JUDr. František Mikeš - 2006–2010 Ing. Luboš Jedlička - od 2010 Mgr. Dalibor Carda |